# Stenochironomus totifuscus
Stenochironomus totifuscus är en tvåvingeart som beskrevs av James E. Sublette 1960. Stenochironomus totifuscus ingår i släktet Stenochironomus och familjen fjädermyggor. Inga underarter finns listade i Catalogue of Life.